# پرکولنیتسا
پرکولنیتسا (به بلغاری: Prekolnitsa) یک منطقهٔ مسکونی در بلغارستان است که در شهرستان کیوستندیل واقع شده‌است.